# Andrea Brustolon

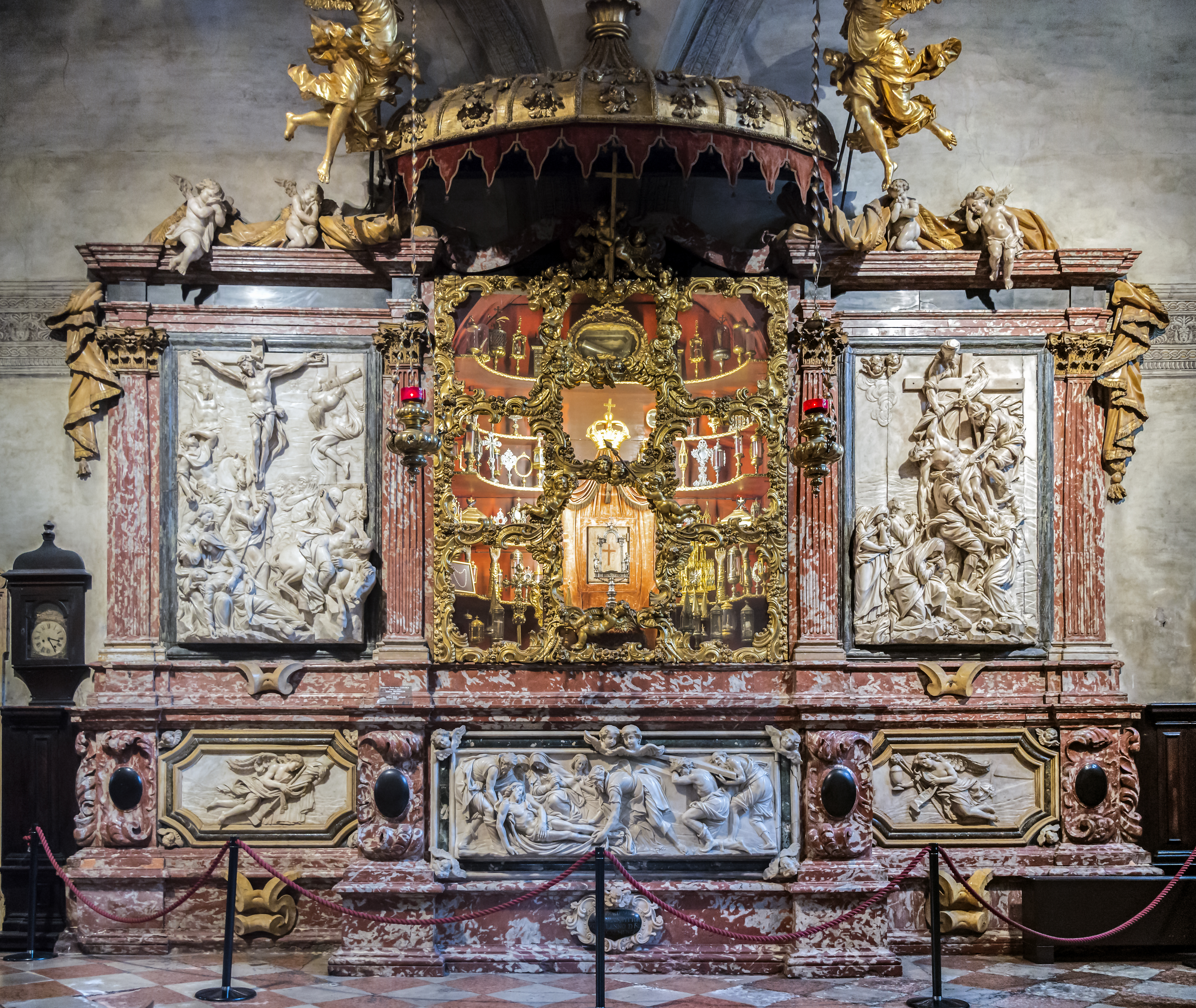
Santa Maria Gloriosa dei Frari, Altare delle reliquie

Andrea Brustolon (Belluno, 20 luglio 1662 – Belluno, 25 ottobre 1732) è stato uno scultore italiano, protagonista del barocco veneziano.

## Biografia
Nato da genitori zoldani a Belluno, non si sa con precisione da chi apprese i rudimenti dell'intaglio: fino a poco tempo fa si pensava che fosse stato il padre Giacomo il suo primo insegnante, ma in occasione di una grande mostra a lui dedicata si è scoperto che in realtà il padre era sarto. Nel 1677 si trasferì a Venezia, dove si formò alla scuola del genovese Filippo Parodi e si ipotizza che abbia soggiornato in seguito a Roma per studiare le opere romane e del Bernini; l'ipotesi di questo viaggio è fondata sul fatto che l'artista realizzò una piccola scultura lignea raffigurante Marco Aurelio, ma ovviamente ciò non è sufficiente per confermare la sua permanenza a Roma, poiché avrebbe potuto ispirarsi a disegni altrui.
Tornato a Venezia, si dedicò alla produzione di mobili in legno: numerosi furono i suoi committenti nobili, ad esempio i Correr e i Pisani; ma suoi grandi patroni furono in particolare i Venier, per i quali realizzò portavaso, poltrone e oggetti vari di arredamento. Per la Chiesa eseguì, invece, sculture in legno (spesso dorato) oggi conservate presso la Chiesa dei Frari, la chiesa della Pietà e quella della Fava.
Verso il 1720 tornò nella città natale e vi aprì bottega, trovando numerosi imitatori tra gli artisti del bellunese. Le opere di questo periodo, per lo più a tema religioso (altari lignei), gli vennero commissionate da tutte le principali sedi religiose della provincia e si trovano ancor oggi distribuite a Belluno, a Feltre, nello Zoldano, in Comelico, in Alpago e nell'Agordino.
Fu sepolto a Belluno, nella chiesa di San Pietro, ma la sua tomba andò rovinosamente perduta durante alcuni lavori di ristrutturazione eseguiti nel 1831.
La sua casa, un edificio quattrocentesco che si eleva sopra un breve portico, si trova a Belluno in via Mezzaterra nei pressi del vicolo che conduce alla vicina chiesa di San Pietro. Sulla parete settentrionale nel 1891 è stata collocata una lapide che ricorda come ivi abbia avuto nascita e morte l'artista.
A Roma viene tutt'oggi chiamata "Sala del Brustolon" la sala del Palazzo del Quirinale dove erano custodite le 12 sedie rappresentanti i segni zodiacali, attualmente spostate nella Sala dello Zodiaco.
Honoré de Balzac, nel romanzo "Le cousin Pons", lo definì le Michel-Ange du bois: "il Michelangelo del legno".

## Produzione artistica

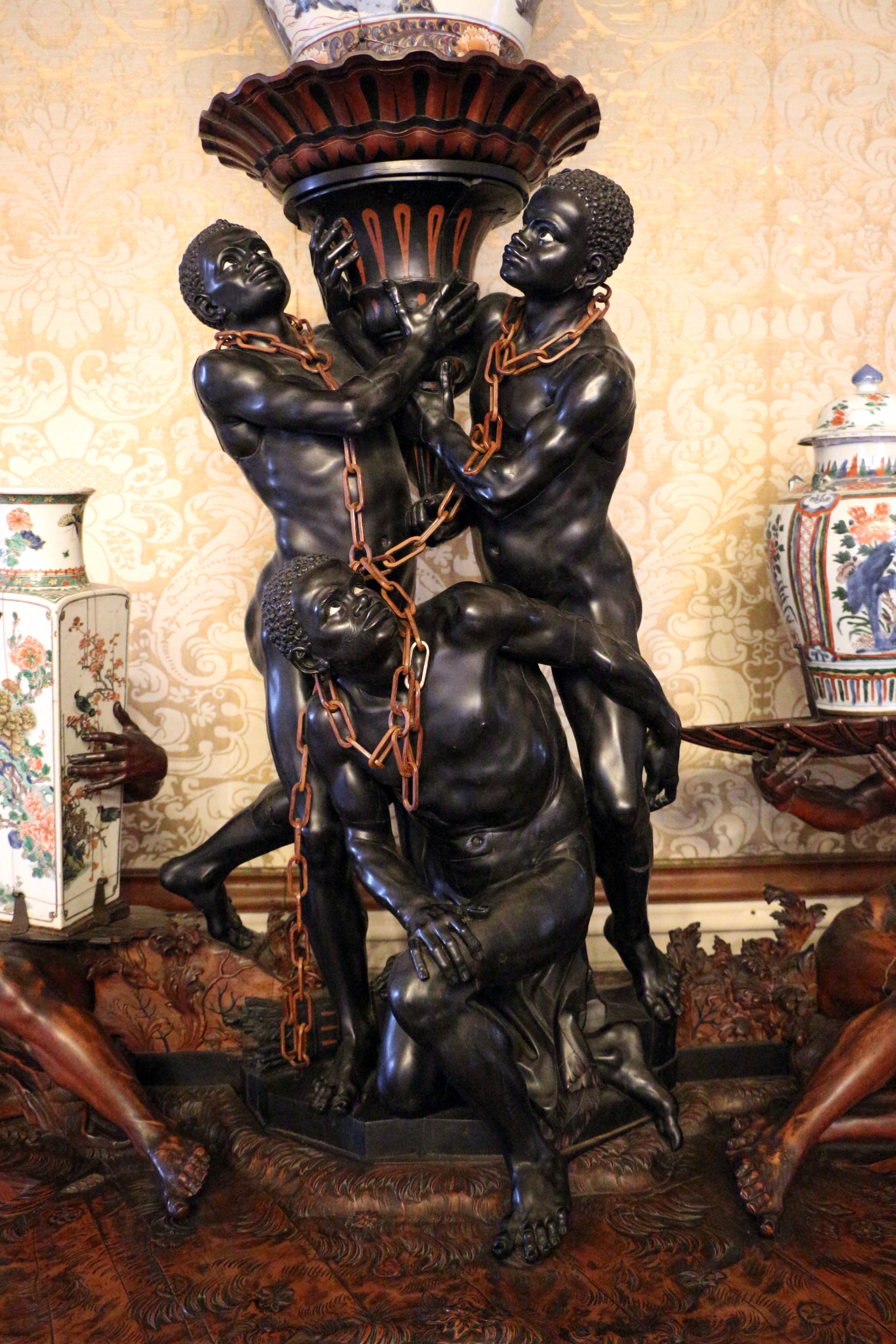
Consolle per vasi (1700-06 ca.) in Ca' Rezzonico, Venezia

Dal 1690 al 1700 circa, Brustolon fu impegnato nella realizzazione della cosiddetta fornitura Venier, costituita da seggioloni da parata e da moretti, putti e allegorie portavaso. Tutti i pezzi della fornitura sono di ottima fattura, sia per la minuziosissima ricerca e resa dei particolari, sia per la preziosità dei legni, dato che alcuni elementi sono di ebano, sia per la maestria con cui sono applicate le vernici.
Nel 1711 Andrea Brustolon realizzò due angeli in legno dorato destinati alla basilica di Santa Maria Gloriosa dei Frari, che sono conservati nella sacrestia come reggilampade per un grandioso reliquiario. Queste sculture sono alte circa due metri, e purtroppo non si trovano in buon stato di conservazione (gli angeli sono infatti mutili di gran parte delle dita e la doratura col tempo si è annerita). I soggetti sono stati immortalati in volo, con le ali dispiegate e le leggere vesti al vento, e le fluenti capigliature sono mosse elegantemente.
Nella chiesa di San Pietro a Belluno sono conservate due preziosissime pale lignee, realizzate dall'artista bellunese negli ultimi anni di vita: la morte di San Francesco Saverio e la crocifissione. Entrambe le opere non erano destinate alla chiesa in cui odiernamente si trovano, bensì alla chiesa gesuita di Sant'Ignazio (non per niente il soggetto di una delle due opere fu uno dei fondatori dell'ordine gesuita); nel 1806 un decreto di Napoleone soppresse questa chiesa, e quindi le opere vennero trasportate a San Pietro. La morte di San Francesco Saverio fu commissionata dalla nobile famiglia Miari e fu autografata dall'artista con la dicitura A. B. sculp. MDCCXXIII. Essa presenta raffigurato in basso a sinistra, il santo morente, al riparo in una baracca malandata nei pressi del mare; una leggenda vuole che San Saverio, prima di morire, avesse placato una tempesta disegnando una croce nell'acqua del mare con il suo bastone, e che in seguito fosse uscito dalle onde un granchio con una croce impressa nel guscio, granchio che non manca di essere raffigurato nella pala, che si può scorgere in basso a destra. Gli altri personaggi sono San Giuseppe, raffigurato in posizione più o meno centrale su di una nube sorretta da tre graziosi angioletti, e la Madonna col bambino, figure che dominano la scena dall'alto, da un tripudio di nubi e angioletti. Sotto alla figura di San Giuseppe trovano posto i tre figli di Miari con lo stemma del loro casato.
La crocifissione, commissionata dalla famiglia Benetti, si sviluppa attorno al Cristo morto, esempio dello stile brustoloniano, con la testa reclinata su un lato e coperto con un gonnellino ricco di pieghe; nel basso si stagliano le figure doloranti della Madonna, di San Giovanni e di altre tre donne, mentre la parte superiore è dominata da un cerchio di nubi e di angeli in lacrime. Le figure nella parte alta sono appena in rilievo, quasi dipinte, mentre quelle più in basso sembrano quasi essere a tutto tondo.
Una delle più notevoli opere del Brustolon è sicuramente quella rappresentante Tizio, realizzata in legno di cirmolo tra il 1722 e il 1727 e conservata, assieme alle altre cinque sculture allegoriche note con il nome di Allegorie Piloni (di cui essa fa parte), nella sede di Asolo della Fondazione Coin. Il soggetto è ispirato alla mitologia greca e rappresenta il figlio di Zeus a cui, dopo essere stato ucciso e giunto nel Tartaro, fu imposta la pena che avvoltoi e serpi gli divorassero il fegato. La scultura è rialzata da terra mediante un piedistallo, in cui campeggia un mostro a sette teste, e si eleva fino ad un'altezza di 2,40 metri. La figura è rappresentata in una posa e con un'espressione inquietante, con la bocca distorta in una smorfia. La muscolatura, le vene e i nervi sono resi con la tipica meticolosità del Brustolon, e Tizio sembra essere orgoglioso di mostrare il proprio dolore.
Di notevole interesse per il suo soggetto tipicamente barocco, tanto più che si tratta di un'opera giovanile dell'artista, è inoltre l'altare delle Anime conservato nella chiesa arcipretale di San Floriano a Pieve di Val di Zoldo (1687). In esso la morte è rappresentata in tutta la sua forza, col ricorso ad immagini macabre di grande impatto visivo ed emotivo.
Collocabile alla fine del '600 è un Cristo morto in croce che si trova a Crespino presso il Museo della Canonica.